# 비평적 읽기
비평적 읽기 (Critical reading)는 주어진 텍스트를 있는 그대로 취하지 않고, 동의하는 점들과 가능한 반론 뿐만 아니라 제시된 주장을 더 깊이 조사하는 언어 분석의 한 형태이다. 재 해석 및 재구성 기능을 통해 명료성과 가독성을 향상시키는 것도 중요한 독서의 한 요소이다. 저자의 합리화에서 발생할 수 있는 모호함과 결함을 바르게 드러내는 것과 그것들을 포괄적으로 설명할 수 있는 능력은 이 과정에 필수적이다. 학술적 글쓰기처럼 비평적 읽기 (Critical Reading)도 증거물을 해당된 논쟁과 연결해야 한다. 이 과정에서 해석학적 순환의 방법도 필요하다.

## 같이 보기
- 비판적 식자력
- 비판적 사고
- 주해
- 정보 활용 능력
- 사료 비판